# لايا بالاو
لايا بالاو (بالإسبانية: Laia Palau)‏ مواليد 10 سبتمبر 1979، هي لاعبة كرة سلة إسباني بدأت مسيرتها الاحترافية في سنة 1997 وتحمل الرقم 9. يبلغ طولها 5 قدم 11 بوصة (1.8 م).

## الميداليات
| الميدالية | المسابقة                                 |
| --------- | ---------------------------------------- |
| برونزية   | بطولة كأس العالم لكرة السلة للسيدات 2010 |

## روابط خارجية
- لايا بالاو على موقع الاتحاد الدولي لكرة السلة (الإنجليزية)
- لايا بالاو على موقع كرة السلة الأوروبية.كوم (الإنجليزية)
- لايا بالاو على موقع بروبوليرز (الإنجليزية)
- لايا بالاو على موقع سبورتس رفرنس (الإنجليزية)
- لايا بالاو على موقع اللجنة الأولمبية الدولية (الإنجليزية)
- لايا بالاو على موقع أوليمبيديا (الإنجليزية)